# The Cure (film 1913 Henderson)
The Cure è un cortometraggio muto del 1913 diretto da Dell Henderson.

## Produzione
Il film fu prodotto dalla Biograph Company.

## Distribuzione
Distribuito dalla General Film Company, il film - un cortometraggio di 150 metri - uscì nelle sale cinematografiche USA il 24 aprile 1913. Nelle proiezioni, veniva programmato con il sistema dello split reel, accorpato in un'unica bobina con un altro cortometraggio prodotto dalla Biograph, la commedia A Ragtime Romance.